# 長野温泉
長野温泉（ながのおんせん）は、大阪府河内長野市の石川沿いにある温泉。
また、河内長野市内の各所の温泉（長野温泉、錦渓温泉、天見温泉、汐ノ宮温泉など）全体を指すこともあり、それらについてもここで述べる。

## 概要

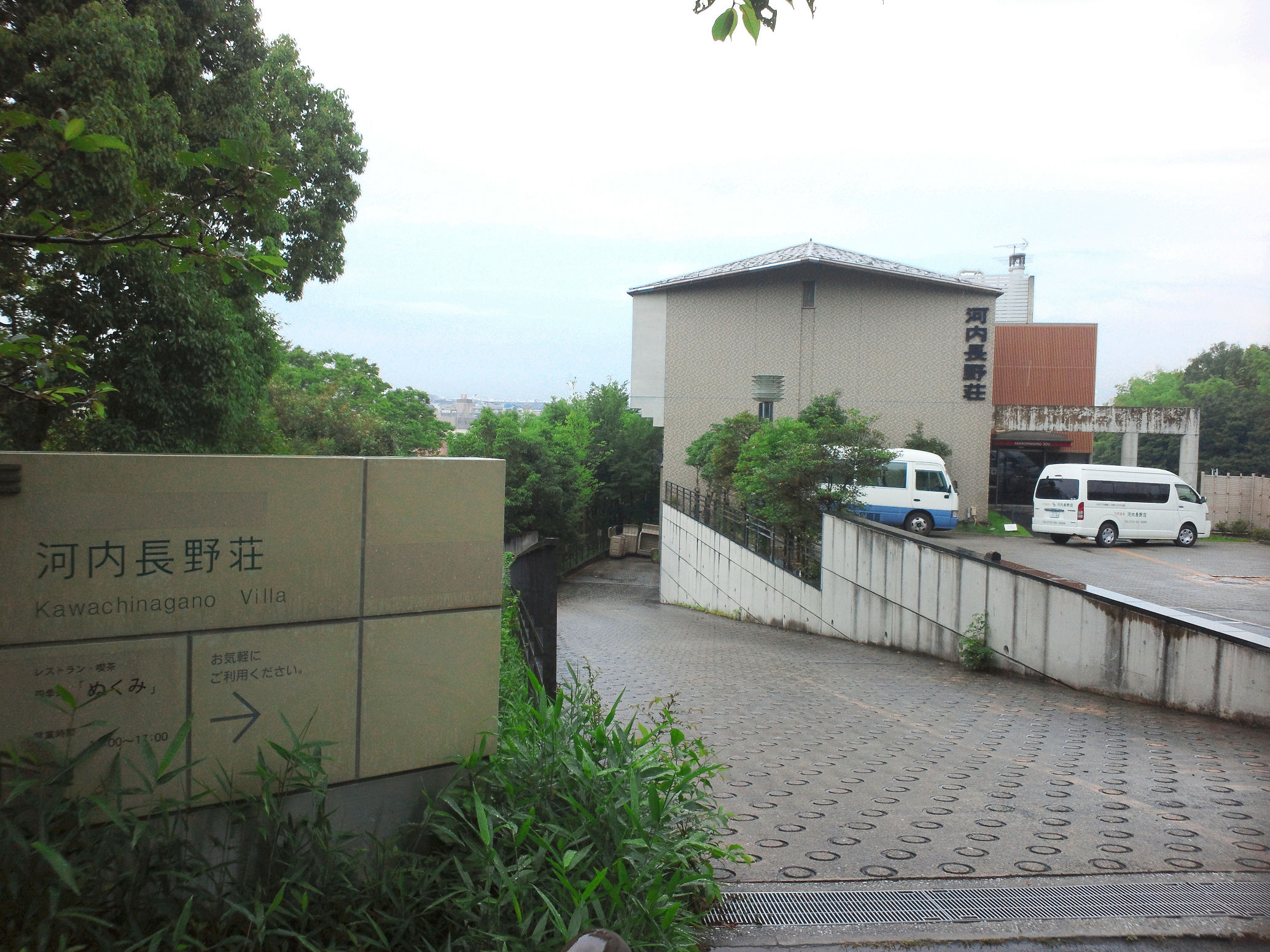
天然温泉憩いの家 河内長野荘

長野温泉の源泉は石川と天見川が合流する地点（行者岩）付近であり、「噴出井戸」と呼ばれることもある。
この地域は古くから高野山参詣道である高野街道の宿場町として参詣者が来往しており、少なくとも平安時代にはその存在が確認されている。ただし、温泉が利用されるようになったのは江戸時代からとする説があるが、文献に残る限りでは極楽寺温泉として1906年（明治39年）に開業したのが始まりとされている。
明治末期や昭和中期に石川沿いで温泉街が形成され観光客でにぎわったが、現在それらの温泉街は衰退し、温泉旅館としては「河内長野荘」が残るのみとなっている。ただし、車での利便性が良い大阪外環状線沿いにツルカメO&Eが日帰り温泉施設の「風の湯　河内長野店」を2002年（平成14年）に開業するなど、新たな動きも見られる。

## 泉質
- 含炭酸土塁食塩泉（ナトリウム・マグネシウム塩化物泉）[2]
  - 源泉泉温 16.6℃
  - ラドン含有量 3.309x10−10Ci/L（0.91マッヘ/L）

## 歴史

### 極楽寺温泉時代
温泉地全体を長野温泉と呼ばれるようになったのは昭和初期からであり、元をただせば極楽寺温泉として利用されてきた。
長野村古野（現在の河内長野市古野町）にある極楽寺に温泉を開いたのが起源とされているがその時期については不明である。江戸時代から湯治に来るものを入浴させていたという説があるほか、聖徳太子が古野極楽寺へ病気平癒に来たところ、老翁から「境内の杉の木の根元にある泉を進ずれば病は平癒すべし」とのお告げを受け、その霊水を飲んで病が治ったという伝説が語り継がれている。
現在残っている記録には、朝日新聞掲載の高野鉄道の広告に「新温泉開場 各駅より長野行往復 半ちん」の見出しで「新に発見されたる極楽寺の温泉（長野駅より約弐町）十一月廿五日湯開きの式を挙げ、引き続き毎日施湯を為す」と記されており、広く知られるところでの極楽寺温泉は1906年に開業し、1908年に寺内の湯屋兼備の宿泊施設である三笑館の開館で極楽寺温泉が知られるようになったとされている。
源泉は当時の西条川と三日市川（石川と天見川）が合流する石川右岸にあったとあり、現在の長野温泉の源泉とほぼ一致している。また、藤沢南岳や渡辺霞亭ら文人が訪れたという記録が残っている。1911年までには長野駅周辺に、楠館（長野温泉）、錦水楼（錦水温泉）、一力楼（一力温泉）、菊水館（菊水温泉）が源泉を同じとする温泉旅館が開業されていて、このころから温泉街が形成されていた。
同時期に極楽寺では寺の趣旨にそむくとして、境内にあった温泉場、料理屋をすべて撤去し、周囲の田畑を取り入れて四季の草木を植えた極楽寺遊園が開設し、その後は境内で自家湯程度の利用にとどめるようになった。
その後の大正初期には極楽寺温泉が閉鎖し、源泉は利用されなくなったと同時に温泉街は衰退していった。

### 長野温泉時代
極楽寺温泉が閉鎖し、荒廃されるがままとなった源泉を1960年（昭和35年）に長野町観光協会が主体となって極楽寺より温泉権利の譲渡をうけ、大阪府河川課より河川敷使用の許可を得て、翌1961年に大阪府温泉審議会の開業許可を取った。これを、朝日新聞など新聞5社が「河内長野に温泉郷・公衆大浴場も誘致へ」といった見出しを掲げ注目された。
約40年間放置されていた噴出口は使用できなかったため、掘り下げて深さ5m、長さ6m、横3mの集水池に拡張され、温泉組合の楠翠閣、八重、河鹿荘、尾花、宝亭、三陽荘、青柳の7棟に配管供給を開始した。
長野温泉加盟店は、1964年に楠翠閣（菊水の湯）、河鹿荘（かじかの湯）、八重別館（八重の湯）、おばな館（正竜の湯）、喜楽（黄金の湯）・たから亭（宝の湯）の6棟になり、翌1965年7月には楠翠閣がなくなり5棟となっている。
温泉街として栄えたのは、この時期を最後に現在まで衰退の一途をたどっている。当時の多くの温泉旅館は廃業し、住宅街に形を変えたりしたが、現在は「おばな旅館」や「八重別館」など一部旅館が残っているほか、温泉旅館としては河内長野荘が経営を続けている。

## 温泉街
1900年から1920年頃までの温泉街は天見川周辺に、1960年代の温泉街は昭和初期に「長野新地」とされていた黄金橋から行者岩周辺までの石川河川敷を中心に形成された。現在、それらの温泉街はニュータウン化による駅前再開発や宅地造成によって、以下の旅館等を除いてほとんどなくなっている。その代わりに大阪外環状線沿いに日帰り温泉施設の「風の湯」が開業するなどしているが、温泉街は形成されていない。
温泉旅館
- 河内長野荘
長野公園長野地区（奥河内さくら公園）の近くにある温泉・宿泊施設で、2004年度までは大阪府が敷地と施設を所有。「大阪府営河内長野荘」として長らく営業した後に、指定管理者制度の導入によって「エルサンティ河内長野荘」と改称していた。施設の所有権が大阪府から河内長野市へ委譲された2005年度から、現在の施設名へ変更するとともに、（指定管理者制度ではなく）河内長野市と民間事業者の間で敷地・施設の賃貸借契約を締結する方式での運営へ移行。2015年度まではグルメ杵屋[6]、2016年度以降はセルビスグループ（大阪府堺市に本社を置く冠婚葬祭・介護関連企業）が、上記の契約に沿って河内長野市から運営業務を受託している[7]。
温泉については、「エルサンティ河内長野荘」時代の2003年9月から、（研修での利用を含めた）宿泊客か、食事を伴った日帰り利用客に限って入浴を認めている。

料理旅館
- おばな旅館 富貴亭

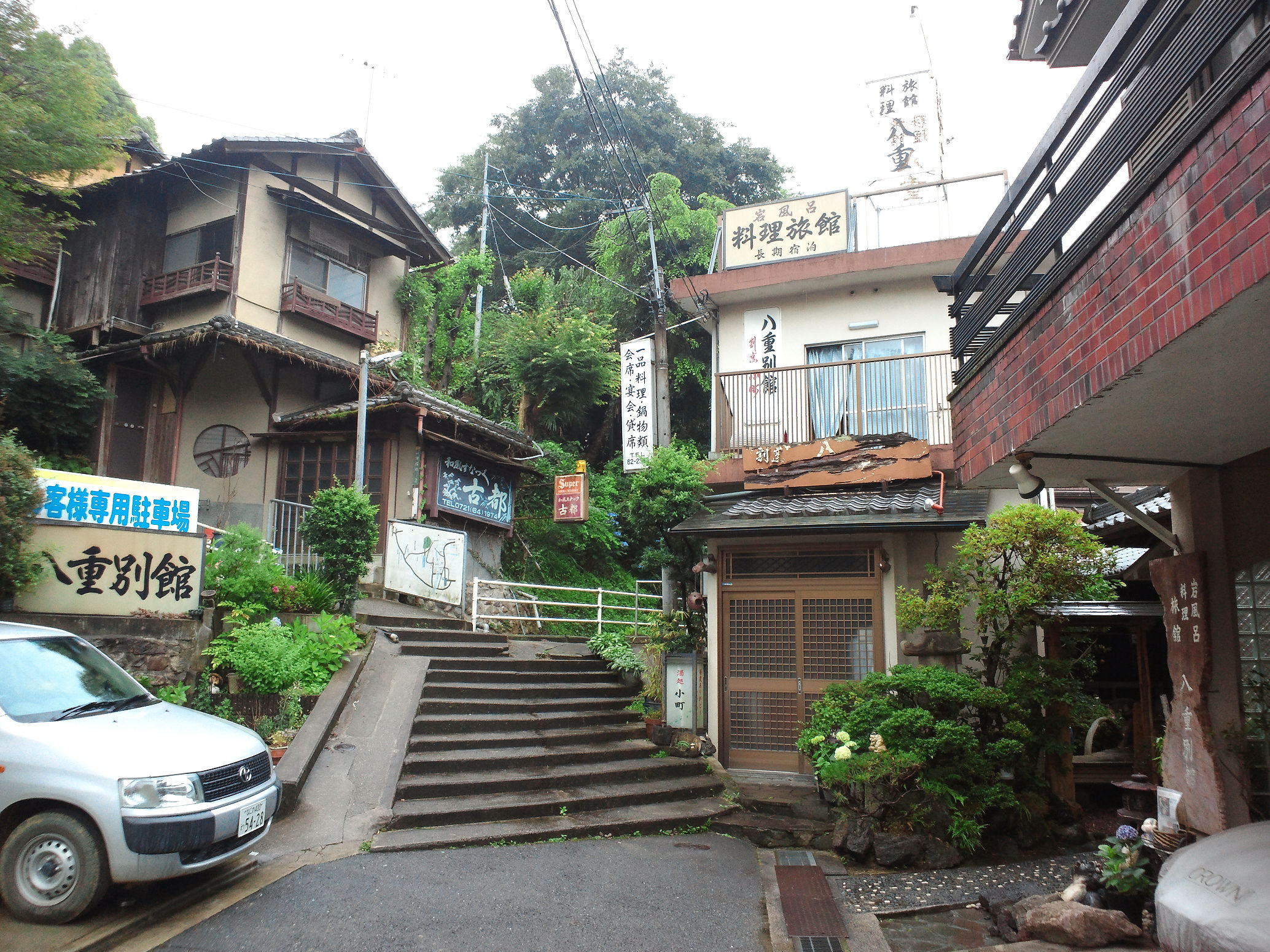
八重別館
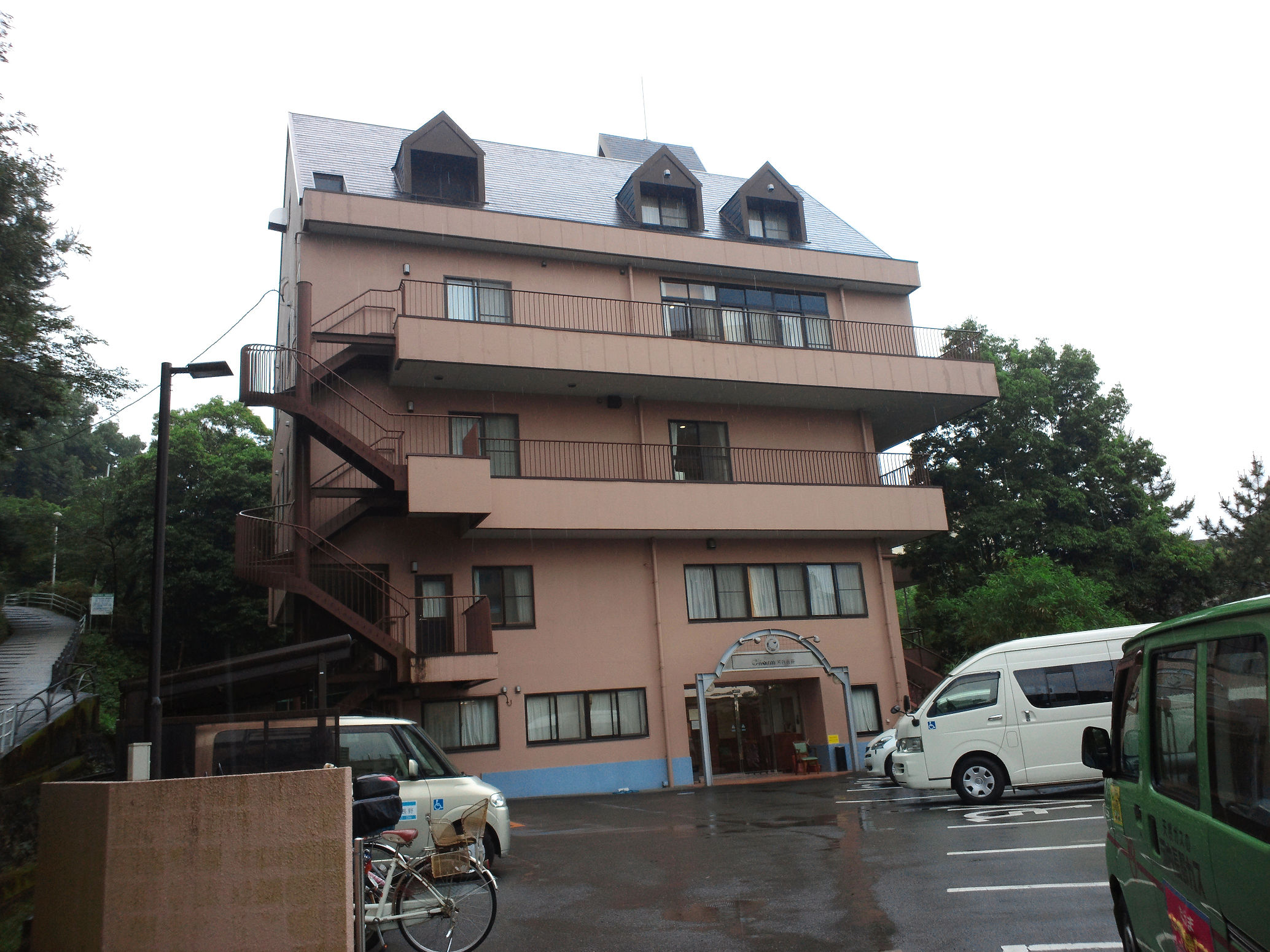
旧ラドンセンター（現在は社会福祉法人生登福祉会 生登福祉介護サービスセンター）
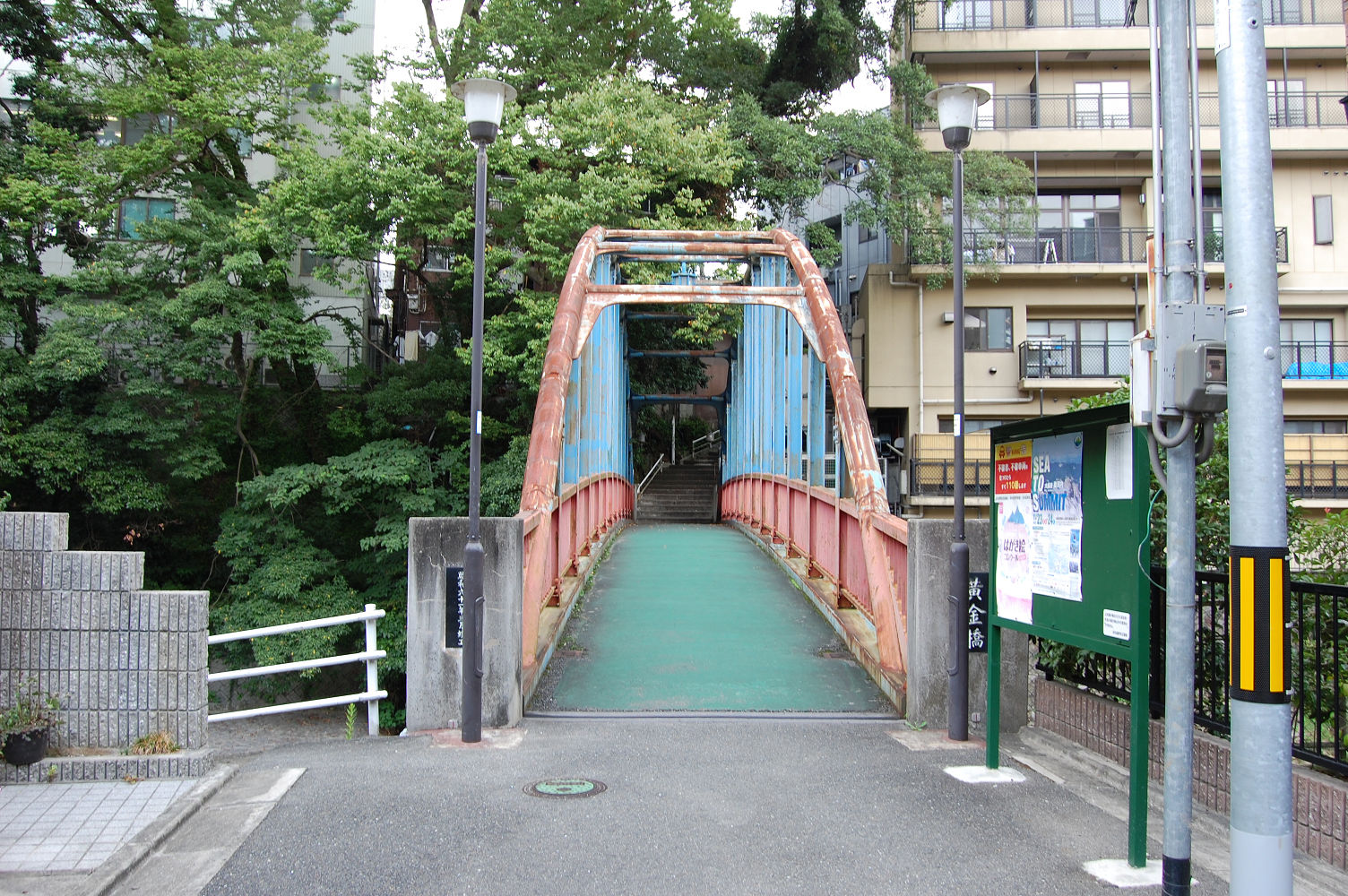
黄金橋（こがねばし）
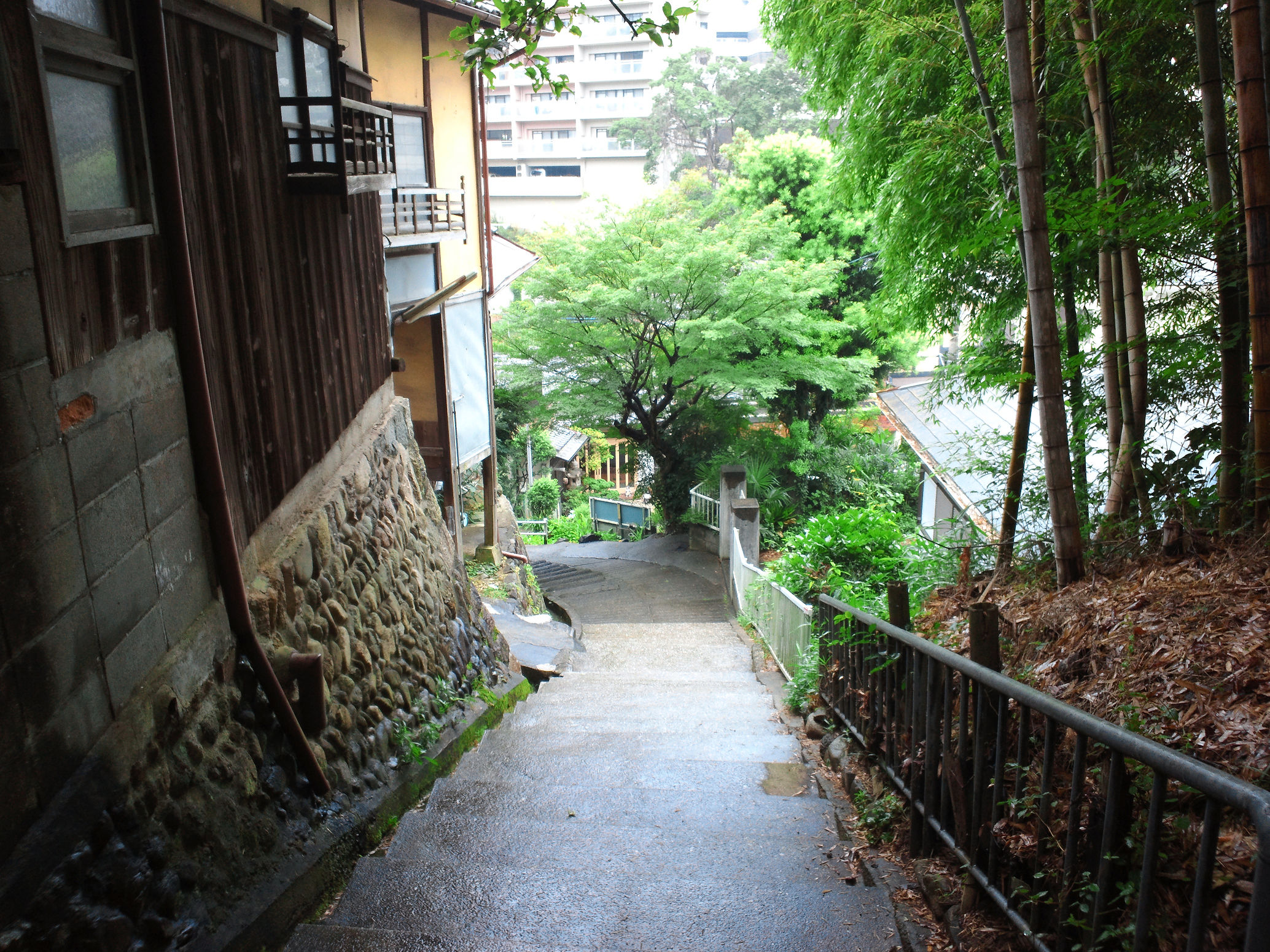
八重別館-河内長野荘の階段

名所
- 行者岩（ぎょうじゃいわ）
石川と天見川の合流地点にある島状の岩のことで、頂上には明治末期に千早電力（現在の関西電力）の森久兵衛がこの川で遊ぶ子供達の安全を祈願して弁財天の祠が建てられた。その後、祠は観光協会により建てかえられたものが現存している。この岩には、役行者が座禅を組み仙術の修行をしたと伝えられている[8]。
- 黄金橋（こがねばし）
石川にかかる橋で、かつては温泉街、現在は奥河内さくら公園や河内長野荘への玄関口として機能。架橋当時は木製であったが1959年の増水で流出し現在のコンクリート橋に架け替えられた。

- 八重別館
- 旧ラドンセンター（現在は社会福祉法人生登福祉会 生登福祉介護サービスセンター）
- 黄金橋（こがねばし）
- 八重別館-河内長野荘の階段

## 河内長野市の温泉
1960年代に河内長野市近辺にある温泉をまとめて長野温泉と称するようになった。現在、市内に残っている温泉には、長野温泉の「河内長野荘」、天見温泉の「南天苑」、2002年に日帰り温泉施設として開業した「風の湯　河内長野店」がある。

### 錦渓温泉

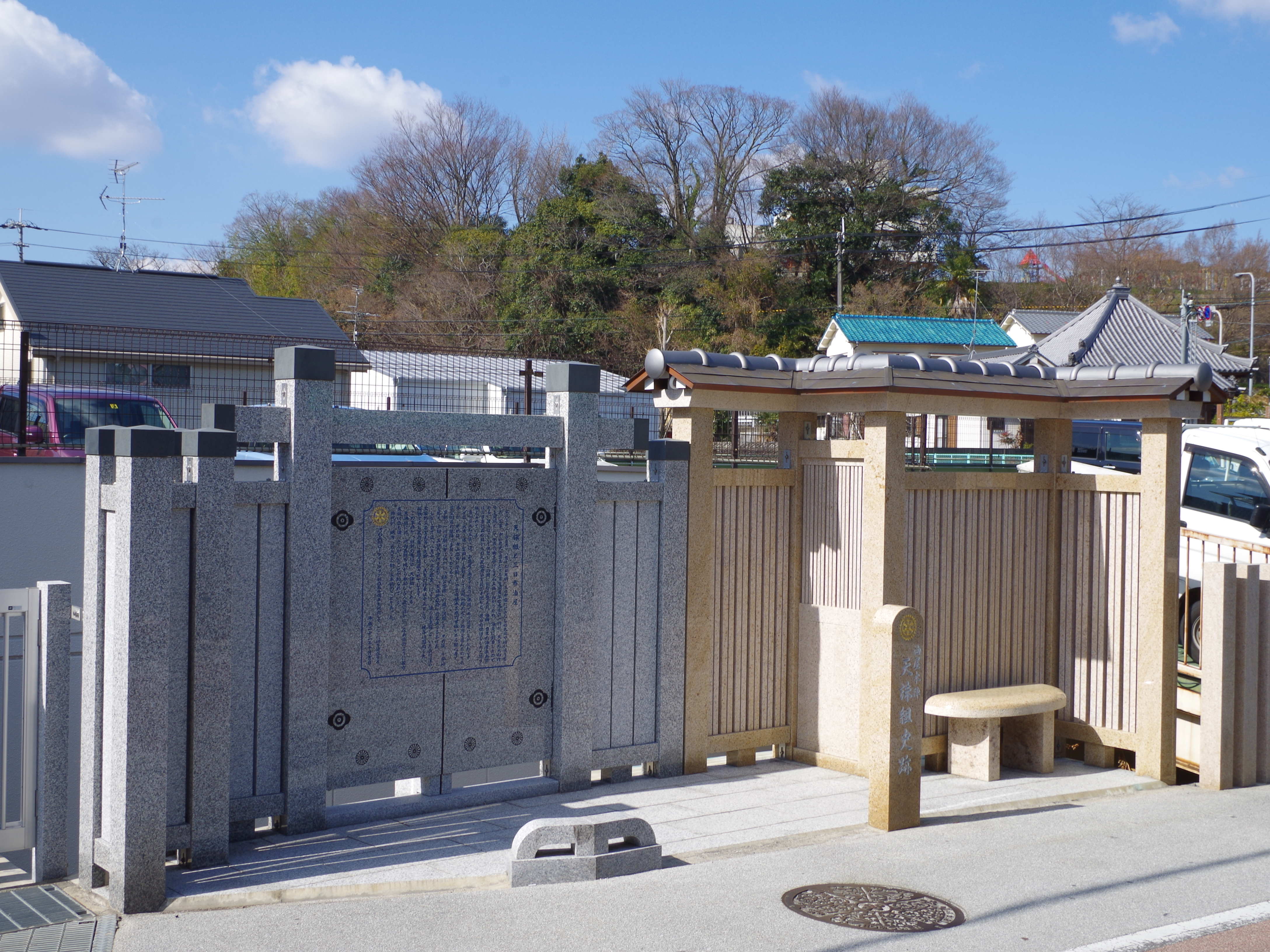
錦渓温泉 油屋跡

錦渓温泉（三日市温泉）として知られる旅館は、三日市村大字三日市の油屋で高野山御用宿として近世以来に栄えた旅館であり、江戸時代の開業が伝えられる。起源は明らかではないが、伝承に文永・弘安（1264〜1278年）のころ、旅の僧が小塩の里に来たときに老僧が泉水を指さして立ち去り、試しに足を浸すと疲れが癒されたことから、村人が湯治所を開設し「小塩の野風呂」と呼んだとされている。
近代では1890年（明治23年）夏に大字小塩の烏帽子形城址の山麓から噴出する鉱泉を発見し、錦渓温泉油屋へ衣替えが行われた。当時は長野駅（現在の河内長野駅）が開業していないにもかかわらず、開業日と翌日だけで500人以上が訪れたと報じられている。当時は油屋で使用される水車が庭園内にあり、三日市宿の名物となっていた。
1900年9月に高野鉄道（現在の南海電気鉄道）が汐見橋-長野間を開通させると、翌1901年春に増築に着手するまでにぎわった。また、この温泉による影響で、寂々寥々たる一寒村だった三日市村は戸数300と、郡役所所在地の富田林町（現在の富田林市）を凌駕するくらいになったと記されている。
しかし周辺の市街化も相まって、1975年（昭和50年）に錦渓温泉は廃業し、現在は温泉旅館等は残っていない。

### 天見温泉

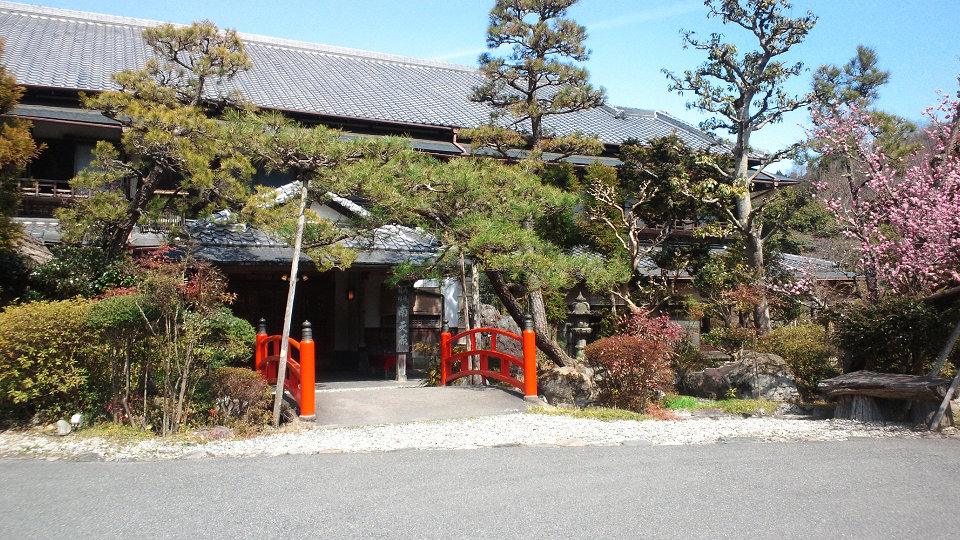
天見温泉（南天苑）

南北朝時代に近郷の流谷八幡神社の宮司が病弱に苦しむ人のために湯治場を開いたと伝えられ、一度焼失したのち、1935年に再建された。現在は、本館が国の登録有形文化財に登録されている辰野金吾設計の南天苑が温泉旅館として知られている。

### 汐ノ宮温泉
汐ノ宮温泉（潮の宮温泉）とは彼方村横山（現在の富田林市）の天神祠跡の錦川館のことで、石川東岸の潮湧岩から噴出する鉱泉を源泉に1910年に開館した。河内長野市内にはないが、温泉地と当時の市街地であった汐の宮との繋がりから、長野温泉の一つとして数えられている。泉質は1926年2月26日の朝日新聞によると食塩炭酸泉であるとしており、現在噴出しているナトリウム塩化物強塩泉と一致する。この地域に温泉が湧出する理由については汐ノ宮火山岩を参照。
1923年には錦川館を大鉄（現在の近畿日本鉄道）が買収し「汐ノ宮温泉ハウス」が開業するが、戦中に府下学校の臨海学舎として使用され後に廃業した。そのほかに「旅館汐里」「旅館汐の宮」「花月荘」「河楠荘」「汐の井旅館」からなる温泉街もあったが、それぞれ廃業したのちに住宅地となっている。2022年現在もこの地域で鉱泉を利用しているところには、シーエーシーグループ施設の汐由温泉研修センターがある。

### 滝乃郷温泉
滝畑に存在した温泉で、温泉旅館は潮湧荘であった。滝畑の自然を観光の目玉として比較的長い間営業していたが、1981年（昭和56年）の滝畑ダムの造成により廃業した。

### 菊水温泉
観心寺の南に存在した温泉で、温泉旅館は菊水館であった。現在は残っておらず、源泉についても詳細は不明である。また1911年時点では行者岩を源泉とした同館が河内長野駅付近で営業を行っている。

### 笠神温泉（南面利の湯）
天野山南西にあったとされている笠神温泉の所在は不明である。村名で記す南面利（泉北郡横山村、現在の大阪府和泉市）の山には古くから鳥地獄があり、天保期にこの水を汲んで湯として、1丁ほど離れた街道筋に農家を改造した入湯所「南面利の湯」があったことから、これが笠神温泉にあたると考えられている。

## 交通アクセス

### 長野温泉（河内長野荘）
- 鉄道 : 南海高野線・近鉄長野線河内長野駅から徒歩約8分。マイクロバスも運行されている。

### 天見温泉（南天苑）
- 鉄道 : 南海高野線天見駅下車後すぐ。

### 風の湯 河内長野店
- 鉄道 : 南海高野線・近鉄長野線河内長野駅のバス停4番のりばから「上原口」バス停で下車し、上原町交差点を右折後すぐ。